# Шелгунов, Павел Никанорович
Павел Никанорович Шелгунов — минский губернатор в 1864—1868 годах, Могилёвский губернатор в 1868—1870 годах, генерал-майор.

## Биография
Окончил Константиновское военное училище (Дворянский полк) в звании фельдфебеля. В 1844 году вступил в службу прапорщиком. В 1847 году произведён в подпоручики, а затем в поручики. В 1848 году утверждён батальонным адъютантом. В 1850 отчислен во фронт полка.
В 1854 году произведён в штабс-капитаны и утверждён в ротным командиром. 1859 году утверждён членом полкового хозяйственного комитета. В 1860 году утверждён полковым казначеем и произведён в капитаны. В 1862 году отчислен во фронт.
В 1862 году назначен исполняющим делами младшего штаб-офицера и в том же году был произведён в полковники. В 1863 году утверждён командиром 3-го батальона. В 1863 году командирован в распоряжение командующего войсками Виленского военного округа.
В 1864 году назначен исполняющим дела Минского губернатора и в том же году принял обязанности по управлению военного губернатора Минской губернии. В 1864 году утверждён в должности минского губернатора. Губернатор Могилёвской губернии Российской империи в 1868—1870 годах.